# Ulf jarl
Ulf jarl var kung Karl Sverkerssons jarl. Han är endast omnämnd i ett par brev från 1160-talet och hans släktförhållanden är helt okända. Han bör ej förväxlas med Ulf Fase eller Ulf Torgilsson.